# Pilatus P-4
Pilatus P-4 je bio peterosjedni zrakoplov koji je izradila švicarska tvrtka Pilatus.

## Povijest
P-4 je bio visokokrilni zrakoplov s fiksnim stajnim trapom. Pokretao ga je Lycoming O-435 motor koji je bio smješten u nosu a razvijao je 190 ks. Imao je prostora za pilota i četiri putnika s tim da su se putnička sjedala mogla i izvaditi kako bi se napravilo mjesta za prijevoz tereta ili dva nosila u slučaju medicinske pomoći.

Jedini izrađeni zrakoplov (registracije HB-AET) je prvi put poletio 22. ožujka 1948. no nije ušao u serijsku proizvodnju zbog drugih projekata. P-4 se srušio 13. listopada 1957. u regiji Susten tijekom vježbi.

## Tehničke karakteristike
Izvori podataka: 
Osnovne karakteristike
- posada: 1
- kapacitet: 4 putnika
- raspon krila: 11,85 m

Letne karakteristike
- najveća brzina: 245 km/h
- motor: Lycoming O-435